# توینال
توینال (انگلیسی: Tuinal) نام تجاری یک داروی ترکیبی بود که از دو نمک باربیتورات (سکوباربیتال سدیم و آموباربیتال سدیم) به نسبت مساوی تشکیل شده بود. این دارو اثرات آرام‌بخش و خواب‌آور دارد. ترکیب یک باربیتورات کوتاه اثر مانند سکوباربیتال، با یک باربیتورات با اثر متوسط مانند آموباربیتال، با هدف ایجاد اثرات خواب آور سریع و در عین حال طولانی انجام شد.